# Campeonato Europeo de Patinaje Artístico sobre Hielo de 1948
El XXXIX Campeonato Europeo de Patinaje Artístico sobre Hielo se realizó en Praga (Checoslovaquia) en enero de 1948. Fue organizado por la Unión Internacional de Patinaje sobre Hielo (ISU) y la Federación Checoslovaca de Patinaje sobre Hielo. En este campeonato se permitió la participación de patinadores de otros continentes.

## Resultados

### Masculino
| Puesto | Nombre           | País           | Puntos |
| ------ | ---------------- | -------------- | ------ |
| Oro    | Richard Button   | Estados Unidos |        |
| Plata  | Hans Gerschwiler | Suiza          |        |
| Bronce | Edi Rada         | Austria        |        |

### Femenino
| Puesto | Nombre            | País           | Puntos |
| ------ | ----------------- | -------------- | ------ |
| Oro    | Barbara Ann Scott | Canadá         |        |
| Plata  | Eva Pawlik        | Austria        |        |
| Bronce | Alena Vrzánová    | Checoslovaquia |        |

### Parejas
| Puesto | Nombre                               | País           | Puntos |
| ------ | ------------------------------------ | -------------- | ------ |
| Oro    | Andrea Kékessy / Ede Király          | Hungría        |        |
| Plata  | Blažena Knittlová / Karel Vosátka    | Checoslovaquia |        |
| Bronce | Herta Ratzenhofer / Emil Ratzenhofer | Austria        |        |

## Medallero
| Núm. | País           | Oro | Plata | Bronce | Total |
| ---- | -------------- | --- | ----- | ------ | ----- |
| 1    | Canadá         | 1   | 0     | 0      | 1     |
| 1    | Estados Unidos | 1   | 0     | 0      | 1     |
| 1    | Hungría        | 1   | 0     | 0      | 1     |
| 4    | Austria        | 0   | 1     | 2      | 3     |
| 5    | Checoslovaquia | 0   | 1     | 1      | 2     |
| 6    | Suiza          | 0   | 1     | 0      | 1     |
|      | TOTAL          | 3   | 3     | 3      | 9     |